# Petroni
|  | Per a altres significats, vegeu «Petroni (desambiguació)». |

Petroni (20-66), probablement Gai Petroni Àrbitre (en llatí: Gaius Petronius Arbiter), va ser un escriptor romà del segle i que formava part de la gens Petrònia, una antiga família romana d'origen plebeu.
En temps de Neró era un dels habituals acompanyants de l'emperador en les festes nocturnes. Passava els dies dormint i les nits de festa, però no feia despeses vulgars ni era un company avorrit. Acompanyava les seves extravagàncies amb un tarannà refinat i amb ell la luxúria va ser objecte d'un estudi seriós. La facilitat descuidada i elegant que caracteritzava les seves accions i les seves paraules el van posar davant dels altres pel que fa al comportament públic i l'admiració dels rics. Va ser molt conegut de tothom, que admiraven la forma enginyosa i polida de donar-se a conèixer.
Va ser nomenat governador (procònsol) de Bitínia i elevat després al consolat i va realitzar els seus deures amb discreció. Quan va acabar d'exercir les magistratures va tornar a acompanyar l'emperador en la gresca i era considerat el director en cap dels plaers imperials. És possible, però, que l'autor de sàtires i el polític siguin Petronis diferents.
Tigel·lí el va acusar d'estar implicat en la conspiració de Flavi Esceví. Van fer confessar un esclau seu amb grans tortures i van detenir tots els membres de la casa de Petroni. Va considerar que ja no se'n sortiria i, per tant, que calia morir com havia viscut: es va tallar les venes però de tant en tant aturava l'hemorràgia embenant-se les ferides per posar-se a parlar amb els seus amics, no de temes transcendents com potser podia obligar la situació, sinó de les xafarderies i les notícies lleugeres del dia. Va donar recompenses a alguns esclaus i a d'altres els va fer matar. Va dormir un temps i fins i tot es va passejar pels carrers de Cumes, que és on passaven aquests fets. Finalment la pèrdua de sang el va matar (66). Es diu que en els darrers moments va enviar una carta precintada a l'emperador i li va tirar en cara la seva tirania. Va trencar un vas ceràmic de molt de valor per evitar que caigués en mans de Neró.
Va ser famós per la seva obra Satíricon, una obra molt singular, una novel·la en prosa que intercala nombroses poesies, tal com havia fet Varró a les seves sàtires menipees. L'obra ha arribat molt mutilada. En el manuscrit més antic, i les primeres edicions porta per títol Petronii Arbitri Satyricon. Tal com existeix actualment, l'obra es compon d'una sèrie de fragments, i la continuïtat s'interromp molt sovint amb espais en blanc. El què en queda és una petita part de l'original que tot sencer, estava format almenys per setze llibres, i probablement per molts més. És una espècie de romanç còmic, en el qual les aventures d'un cert Encolpius i dels seus companys al sud d'Itàlia, principalment a Nàpols o els seus voltants, són un instrument per exposar la poca importància que tenien els assumptes relacionats amb la literatura i l'art, i per posar en ridícul la bogeria, el luxe i la deshonestedat de totes les classes socials de l'època. Una gran varietat de personatges connectats majoritàriament amb els rangs inferiors de la vida, prenen part en l'acció amb gran vivacitat i sentit dramàtic, i totes les pàgines desborden d'enginy irònic i d'humor. Però els vicis dels personatges es mostren amb tanta fidelitat que de vegades pot molestar l'obscenitat de les descripcions.